# Pórtes (ort i Grekland, Mellersta Makedonien)
Pórtes (Portes) är en ort i Grekland.   Den ligger i prefekturen Chalkidike och regionen Mellersta Makedonien, i den nordöstra delen av landet, 250 km norr om huvudstaden Aten. Pórtes ligger 2 meter över havet och antalet invånare är 209.
Terrängen runt Pórtes är platt. Havet är nära Pórtes åt sydost.  Närmaste större samhälle är Néa Moudhaniá, 5,2 km nordväst om Pórtes. 